# (9367) 1993 BO3
A (9367) 1993 BO3 a Naprendszer kisbolygóövében található aszteroida. Natori Akira és Urata Takesi fedezte fel 1993. január 30-án.